# Base des Forces canadiennes Kingston
Pour les articles homonymes, voir Kingston.
La Base des Forces canadiennes (BFC) Kingston est une base des Forces canadiennes située à Kingston, en Ontario.

## Opérations

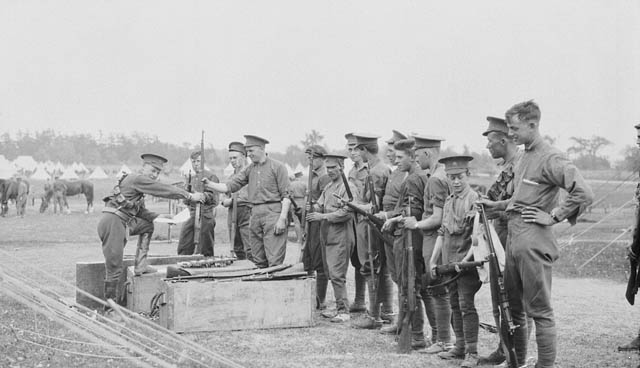
Soldats remettant les cibles atteintes avec un fusil Ross en 1915 au Camp Barriefield.

La BFC Kingston héberge de nombreuses unités administratives, de soutien technique et des communications. La base fournit également du soutien au Collège militaire royal du Canada situé tout près, sur la pointe Frederick.
Ce qui est aujourd'hui la BFC Kingston était autrefois connu sous le nom de Camp Barriefield, d'après un village adjacent, créer au déclenchement de la Première Guerre mondiale en 1914. Les secteurs situés au nord de l'autoroute 2 sont généralement connus sous le nom de Casernes McNaughton, tandis qu'au sud sous le nom des Casernes Vimy.
En 2014, elle dispose de 497 logements militaires.

## Unités logées
Principalement une base d'entraînement, la BFC Kingston abrite les unités d'hébergement suivantes :
- Armée canadienne
  - Centre de doctrine et d'instruction de l'Armée canadienne (CADTC)
  -  1re Division du Canada, Quartier général
  - Centre de formation pour le soutien de la paix (PSTC)
  - Princess of Wales 'Own Regiment (PWOR)
  - Direction des communications et de l'électronique
    - École des communications et de l'électronique des Forces canadiennes (CFSCE)
    - Régiment des transmissions interarmées des Forces canadiennes
    - 21e Régiment de guerre électronique
    - 772 e Escadron de guerre électronique
    - 2 e Escadron de guerre électronique
    - Unité de maintenance cryptographique des Forces canadiennes
- Aviation royale canadienne
  - 1re Escadre (communément appelée 1re Escadre Kingston)
- Marine royale canadienne
  - NCSM  Cataraqui
  - CSTC HMCS Ontario - Centre d'instruction d'été des cadets de la Marine
- Groupe des opérations interarmées des Forces canadiennes
- Groupe de soutien interarmées des Forces canadiennes
- Académie canadienne de défense
- Détachement de l'unité nationale de contre-espionnage des Forces canadiennes Kingston
- 1 unité dentaire - Détachement Kingston
- 33 Centre des services de santé des Forces canadiennes
- Bureau de poste militaire 305 Bureau de poste de Vimy
- Bureau des ressources humaines civiles
- Centre d'apprentissage et de carrière de la garnison de Kingston
- Centre de règlement des différends
- Agence de logement des Forces canadiennes
- Détachement de 2 régiment de police militaire de Kingston
- Musée des communications militaires et de l'électronique
- Collège militaire royal du Canada; La BFC Kingston est la base désignée pour soutenir le CMR, située à proximité, à Point Frederick
- Garrison Golf and Curling Club
- Centre de sport communautaire militaire de Kingston (PSP)
- Quartier général du Groupe de soutien interarmées des Forces canadiennes
- 21e Régiment de guerre électronique
- École de l'électronique et des communications des Forces canadiennes
- Musée militaire de l'électronique et des communications
- Quartier général de la 1re Escadre Kingston
- Académie canadienne de la Défense
- Centre de recrutement des Forces canadiennes - Détachement Kingston
- Unité de maintenance du matériel cryptographique des Forces canadiennes
- 33e Centre des Services de santé des Forces canadiennes
- Détachement de l'Escadron des transmissions du 2e Groupe de soutien de secteur

## Annexe